# Niš (nádraží)
Niš (cyrilicí Ниш) je železniční stanice, která se nachází ve stejnojmenném městě na jihovýchodě Srbska. Otevřena byla v roce 1884. Jde o jeden z nejdůležitějších srbských železničních uzlů, páteřní trať Bělehrad–Niš se zde větví na navazující tratě Niš–Dimitrovgrad (do Bulharska) a Niš–Preševo(–Skopje) (do Severní Makedonie a Řecka) a vychází odsud ještě trať Niš–Prahovo (k Dunaji).
Nádraží se nachází na západním okraji města, na ulici Dimitrije Tucovića. Otevřeno bylo v roce 1884 a ve své klasické trase tudy jezdil také Orient expres. Má tři nástupiště. Původní budova nádraží sloužila až do druhé světové války. V roce 1943 byla jako strategický objekt cílem anglo-amerického vzdušného útoku proti nacisty okupovanému Srbsku. Původní budova byla těžce poškozena a po válce musela být stržena. Po druhé světové válce byla zbudována nová odbavovací hala ve stylu brutalismu.